# Прохор Кидон
Прохор Кидон (на гръцки: Πρόχορος Κυδώνης, Прохорос Кидонис) е византийски православен богослов, преводач, писател и духовник от XIV век.

## Биография
Роден е в 1335 година в Солун, тогава във Византийската империя. Негов брат е видният теолог Димитър Кидон. Братята Кидони и Никифор Григора изразяват несъгласие с възгледите на Григорий Палама, повлиян от исихазма. В края на XIV век срещу паламизма неуспешно се обявява група от известни византийски томисти (последователи на Тома Аквински и привърженици на сближаването с латинския Запад), начело с братята Димитър и Прохор Кидон. Прохор става йеромонах в Светогорския манастир „Великата Лавра“ и допълва преводите на брат си.
Кидон е един от най-видните опоненти на паламизма, тъй като знае отлично латински и е запозват с Августиновата и томистката теология, както и с Аристотелевата диалектика. Кидон разбива тезите на исихасткото богословие с изключителна лекота и яснота. На Кидон, а не на Григорий Акиндин трябва да се припише трактатът от шест книги За същността и енергията (De essentia et operatione), от който са публикувани само първата и началото на втората. Той е ясно и силно обобщение на томистката теология. Кидонис е автор и на други по-кратки трудове – за Таворската светлина, за синодалния томос от 1351 година, и успява да отклони много атонски монаси от паламизма.
След смъртта на патриарх Калист I Константинополски през август 1364 година, на 12 септември за патриарх отново е избран Филотей I Кокин, който се помирява с Йоан V чрез Димитър Кидон. Императорът и патриархът се споразумяват тези, които не приемат паламистката доктрина, да бъдат оставени на мира. Фанатичният паламист Филотей обаче не сдържа дълго обещанието си и в 1368 година предприема мерки срещу живеещия във Великата Лавра Кидон. Кидон е обвинен пред патриарха и призован да се придържа към официалната доктрина, но той продължава да води диспути с паламизма. В крайна сметка през април 1368 година Филотей събира синод срещу него. Синодът се отнася деликатно с Кидон и му дава много време да се откаже от възгледите си, но Кидон остава непоклатим и на няколко пъти прикрито или открито се подиграва на съдиите си. Присъдата отлъчване е произнесена в отсъствието му, тъй като той не се явява на последното заседание. По този повод е издаден дълъг томос, който завършва с декрет за канонизацията на Григорий Палама и определя втората неделя на Великия пост за негов празник.
Прохор Кидон умира в 1369 година.

В Борилов синодик Прохор Кидон и други видни противници на паламамизма и исихазма са анатемосани по следния начин: 
| „ | На Акиндин, Варлаам и поп Прохор Кидон, които охулиха Бога повече от всички еретици и оспориха божествената светлина, която се яви на апостолите на Таворската планина и която Христос показа на учениците си, за да узнаят всички, че така ще възкръснат праведниците, както Спасителят показа чрез Себе Си, и всички ще се преобразят и ще процъфтят така, и ще пребъдат во веки веков заедно с Господа, както ни научи апостолът. А на тези нечестивци и противници на господните слова и на техните единомишленици — трижди анатема. | “ |